# Jaguar F-Pace
| Sterne im Euro NCAP-Crashtest (2017) | 5 Sterne im Euro-NCAP-Crashtest |

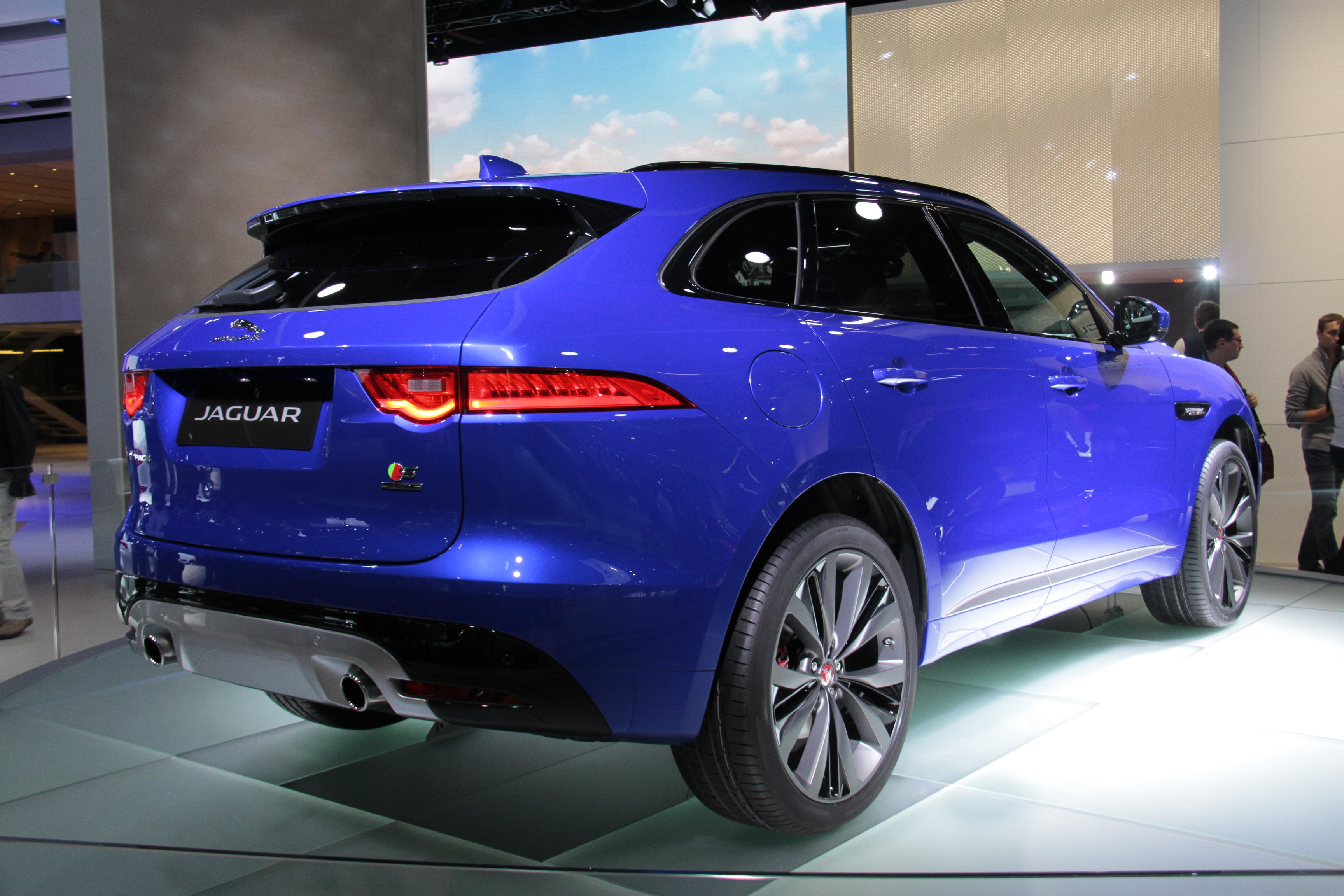
Heckansicht

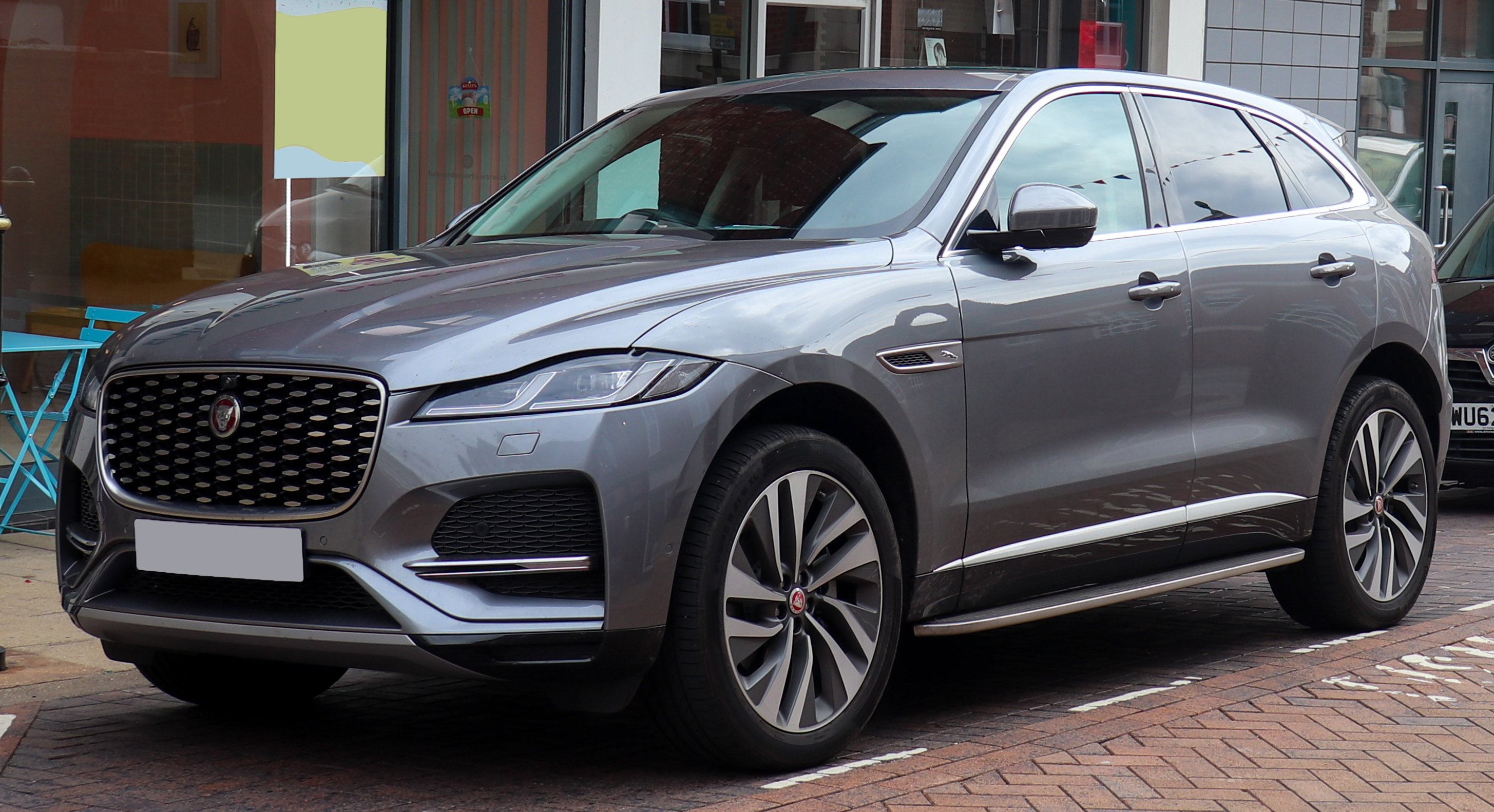
Jaguar F-Pace (seit 2020)

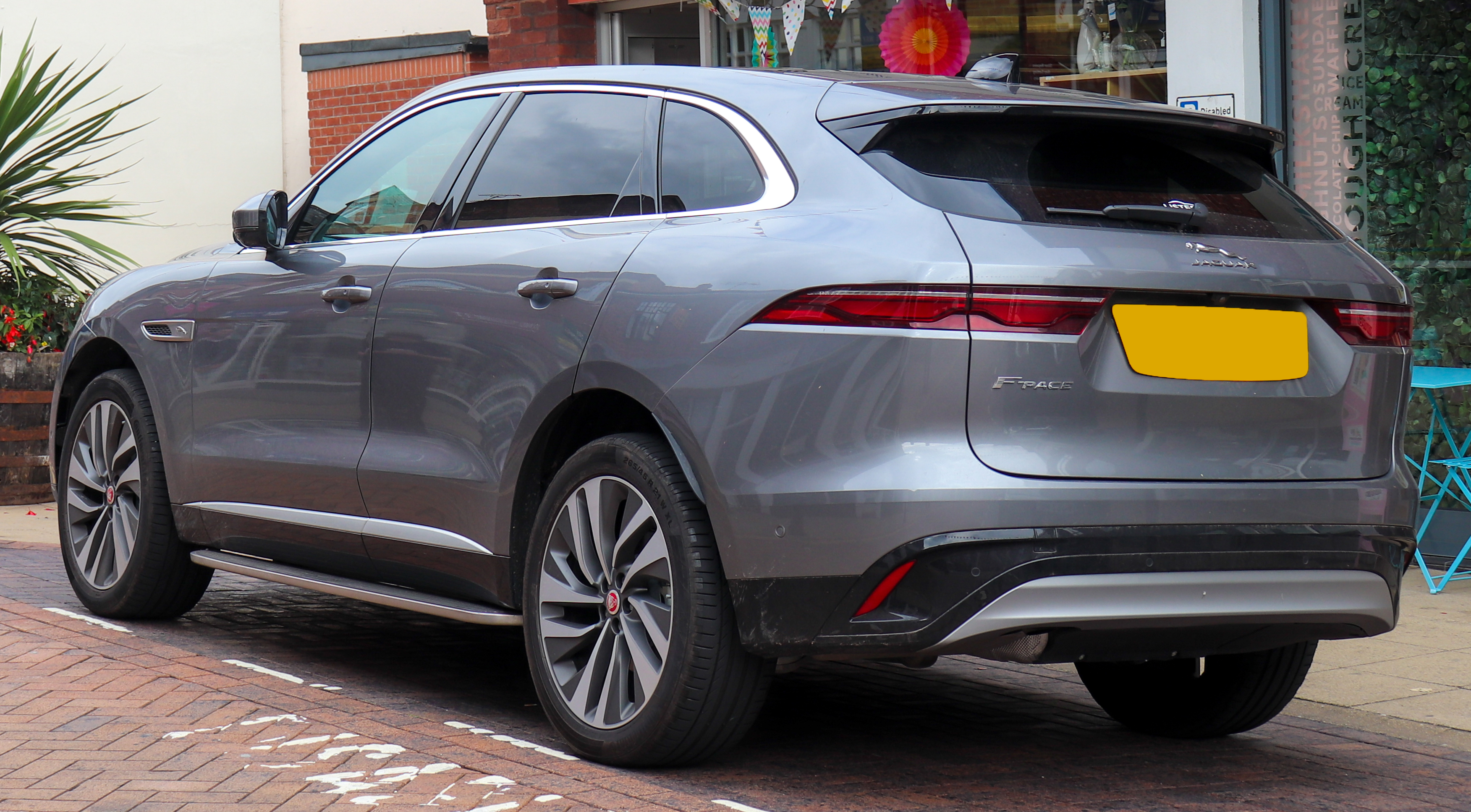
Heckansicht

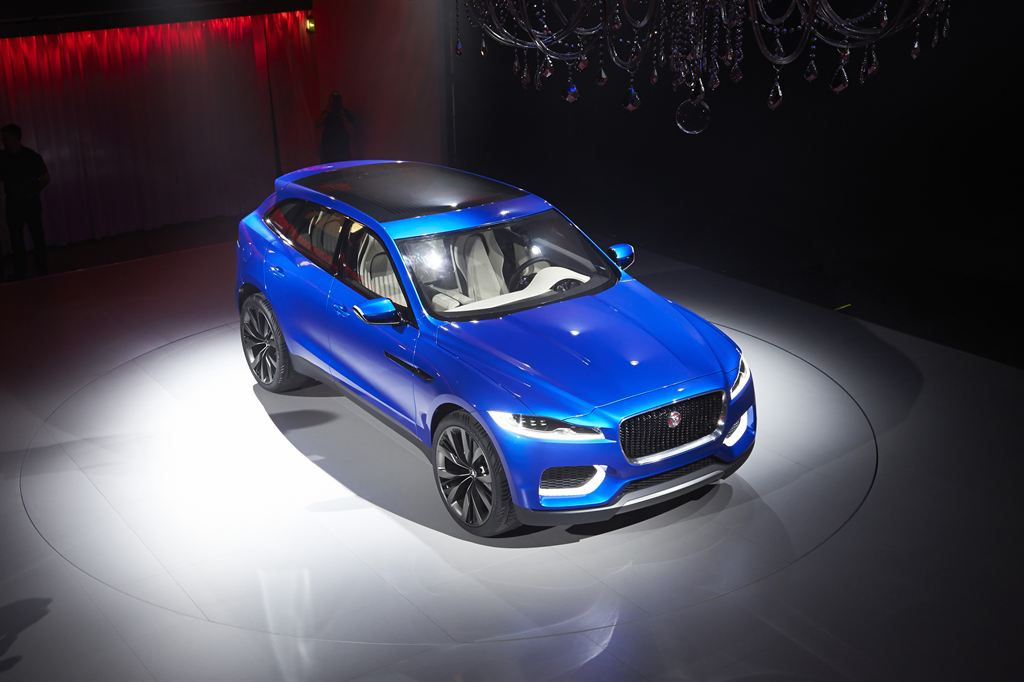
Konzeptfahrzeug Jaguar C-X17

Der F-Pace (X761) ist ein SUV des britischen Premium-Herstellers Jaguar. Er ist das erste Modell der Marke in dieser Klasse und mit rund einem Drittel der Verkäufe 2022 und 2023 ihr bestverkauftes.

## Geschichte
Der F-Pace wurde 2015 auf der North American International Auto Show in Detroit angekündigt und auf der Internationalen Automobil-Ausstellung in Frankfurt am Main im September 2015 vorgestellt. Der Verkauf in Europa startete im April 2016. Eine überarbeitete Version wurde im September 2020 präsentiert. Der Entwurf des F-Pace basiert auf dem 2013er Konzeptfahrzeug Jaguar C-X17.
Der F-Pace wird im Jaguar-Land-Rover-Werk Solihull gebaut. Durch die Aufnahme der Produktion entstanden rund 1300 neue Arbeitsplätze. Der Erfolg des F-Pace trug maßgeblich zu den Rekordumsätzen von Jaguar Land Rover in den Jahren nach dem Verkaufsstart bei, seit Markteinführung konnte allein die Marke Jaguar eine Steigerung der Gesamtverkäufe um 77 Prozent verzeichnen.
2017 wurde der Jaguar F-Pace unter anderem mit dem Branchenpreis World Car of the Year ausgezeichnet. Das an den Sportwagen F-Type angelehnte Design von Jaguar-Chefdesigner Ian Callum wurde im selben Jahr mit dem Preis World Car Design of the Year bedacht.

## F-Pace SVR

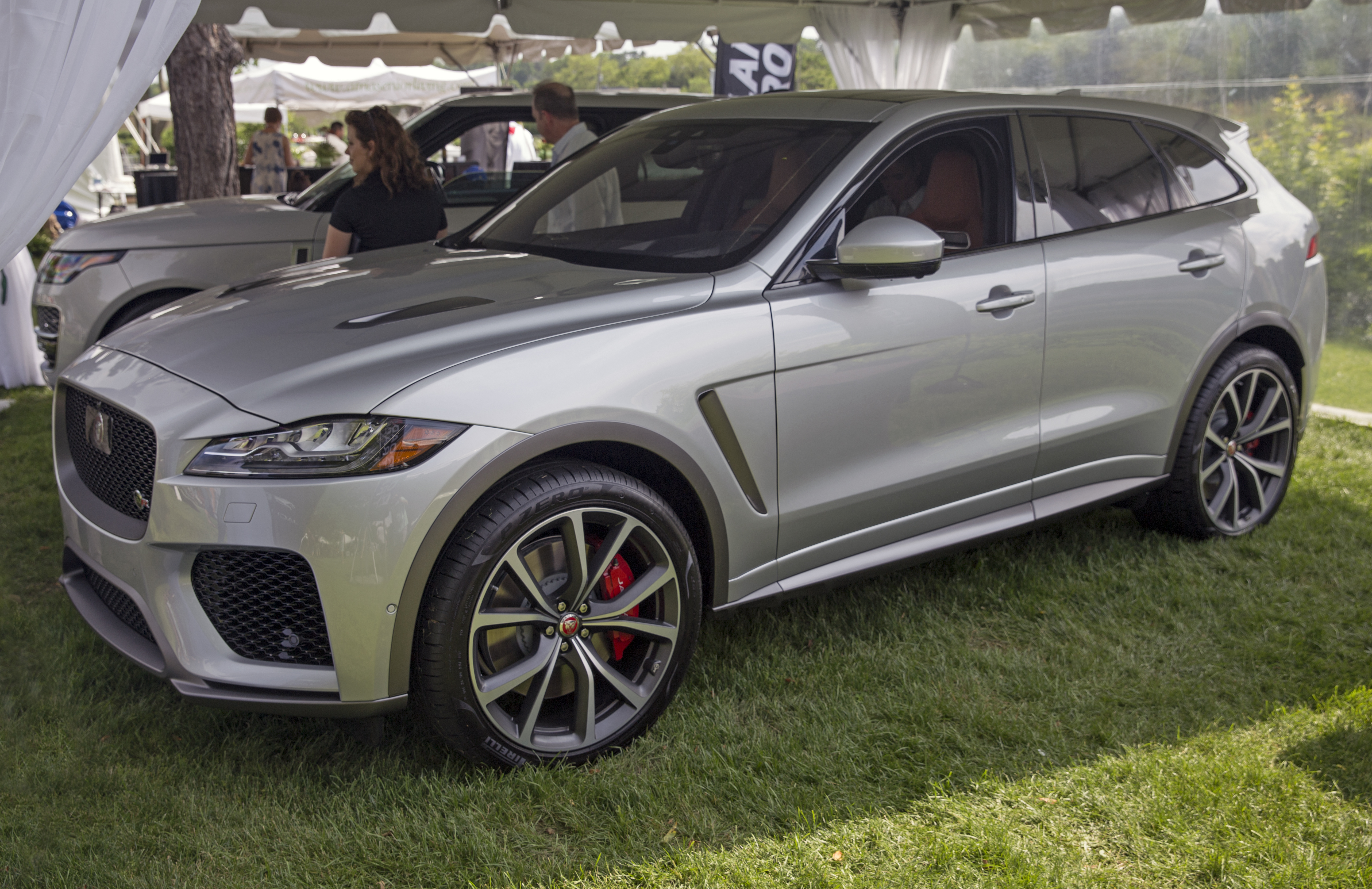
Jaguar F-Pace SVR (2018–2020)

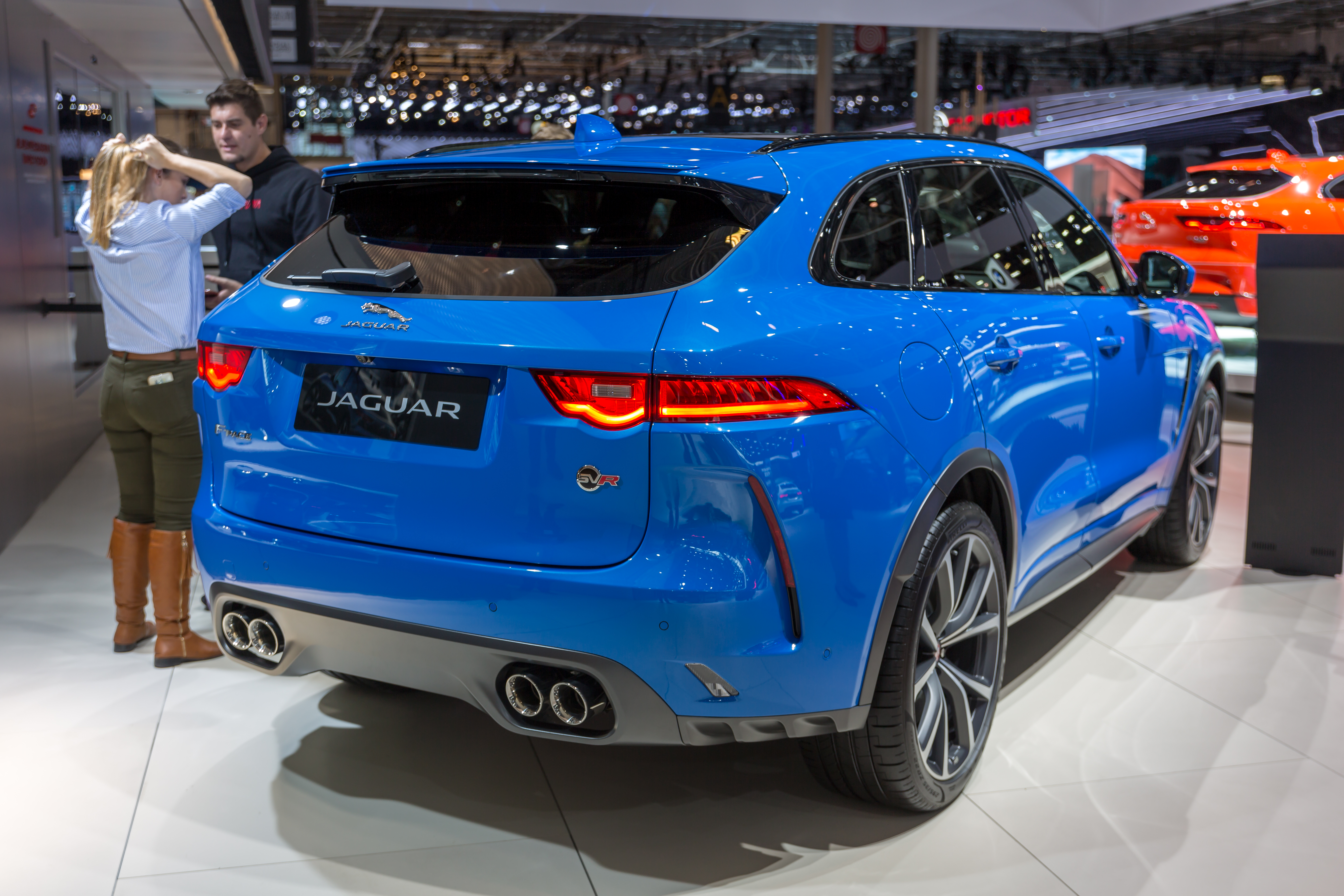
Heckansicht

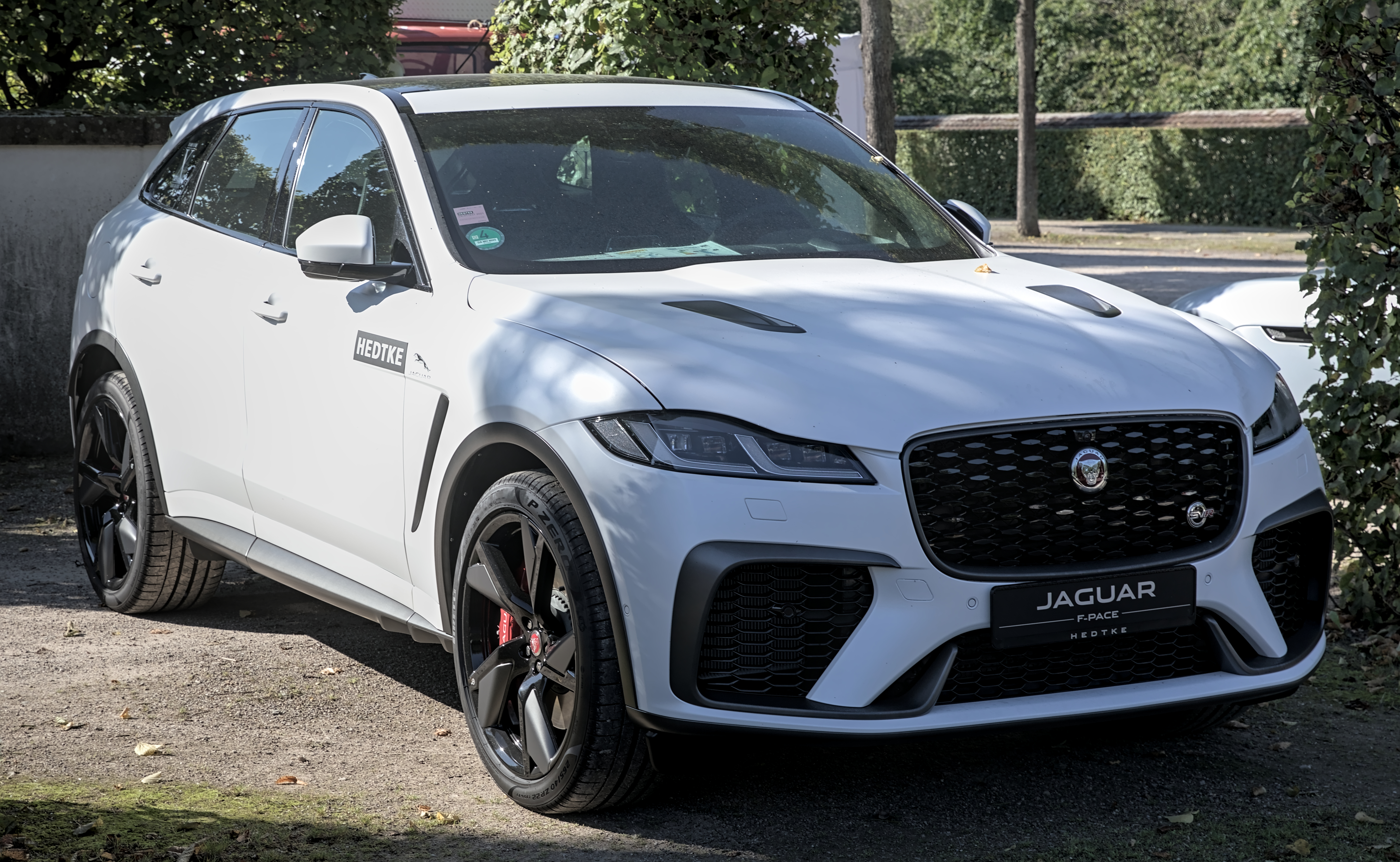
Jaguar F-Pace SVR (seit 2020)

Auf der New York International Auto Show 2018 präsentierte Jaguar mit dem F-Pace SVR eine Performance-Variante des SUV. Sie wird vom bekannten Fünfliter-Ottomotor, dem AJ-V8 der dritten Generation mit Kompressor angetrieben, der im F-Pace SVR 405 kW (550 PS) leistet. Damit beschleunigt das Fahrzeug in 4,3 Sekunden auf 100 km/h. Die Höchstgeschwindigkeit gibt Jaguar mit 283 km/h an. Verkauft wird der F-Pace SVR seit Mai 2018.
Anlässlich des 24-Stunden-Rennen von Le Mans 2022 wurde das Sondermodell F-Pace SVR Edition 1988 vorgestellt. Neben ihm wurde der 1988 siegreiche Jaguar XJR-9LM ausgestellt. Von diesem soll die Außenlackierung Midnight Amethys Gloss inspiriert sein. Diverse Karosserieelemente sind außerdem in gold oder schwarz lackiert. Die Stückzahl ist auf 394 Fahrzeuge limitiert – einer für jede Runde, die der XJR-9LM 1988 in Le Mans gefahren ist.
Das Sondermodell F-Pace SVR Spiced Copper, das in einem kupferfarbenen Farbton lackiert ist, debütierte im September 2022 anlässlich der Frankfurt Art Experience.

## Lister LFP
Der britische Automobilhersteller Lister Cars präsentierte im September 2018 mit dem LFP ein auf dem F-Pace basierendes SUV. Angetrieben wird dieser von einem Fünfliter-Kompressormotor, der es auf eine maximale Leistung von 499 kW (679 PS) bringt. Damit soll das Fahrzeug in 3,5 Sekunden auf 60 mph beschleunigen. Die Höchstgeschwindigkeit gibt der Hersteller mit 200 mph an.

## Technische Daten
Zum Verkaufsbeginn wurden ein Dreiliterotto- sowie zwei Dieselmotoren (2,0 und 3,0 Liter) angeboten. Im Mai 2017 folgten weitere Antriebsvarianten. Seit dem Facelift im Jahr 2020 ist auch eine Version mit Plug-in-Hybrid-Antrieb verfügbar, diese erhielt im Dezember 2022 einen größeren Akku.

### Ottomotoren
| Modell                               | 25t/P250 AWD                                              | 30t AWD                                                   | 35t AWD | S AWD | P400 AWD | P400 AWD | P400 AWD | P400e PHEV AWD                                                           | P400e PHEV AWD                                                           | P400e PHEV AWD                                                           | SVR                                                             | P550 AWD                                                        | SVR P575 AWD                                                    |
| ------------------------------------ | --------------------------------------------------------- | --------------------------------------------------------- | --- | --- | --- | --- | --- | ------------------------------------------------------------------------ | ------------------------------------------------------------------------ | ------------------------------------------------------------------------ | --------------------------------------------------------------- | --------------------------------------------------------------- | --------------------------------------------------------------- |
| Bauzeitraum                          | 05/2017–04/2024                                           | 06/2017–09/2020                                           | 04/2016–06/2017 | 04/2016–04/2018 | 09/2020–04/2022 | 04/2022–04/2024 | seit 04/2024 | 09/2020–12/2022                                                          | 12/2022–04/2024                                                          | seit 04/2024                                                             | 05/2018–09/2020                                                 | 12/2020–11/2023                                                 | seit 11/2023                                                    |
| Motorbauart                          | 2,0-Liter-Ottomotor mit Turbolader und Direkteinspritzung | 2,0-Liter-Ottomotor mit Turbolader und Direkteinspritzung | 3,0-Liter-Ottomotor, Twin-Vortex-Kompressor, Direkteinspritzung, zwei obenliegende Nockenwelle (DOHC), variable Steuerung der Ein- und Auslassventile | 3,0-Liter-Ottomotor, Twin-Vortex-Kompressor, Direkteinspritzung, zwei obenliegende Nockenwelle (DOHC), variable Steuerung der Ein- und Auslassventile | 3,0-Liter-Ottomotor, Twin-Vortex-Kompressor, Direkteinspritzung, zwei obenliegende Nockenwelle (DOHC), variable Steuerung der Ein- und Auslassventile | 3,0-Liter-Ottomotor, Turbolader, Direkteinspritzung, zwei obenliegende Nockenwelle (DOHC), variable Steuerung der Ein- und Auslassventile | 3,0-Liter-Ottomotor, Turbolader, Direkteinspritzung, zwei obenliegende Nockenwelle (DOHC), variable Steuerung der Ein- und Auslassventile | 2,0-Liter-Ottomotor mit Turbolader und Direkteinspritzung + Elektromotor | 2,0-Liter-Ottomotor mit Turbolader und Direkteinspritzung + Elektromotor | 2,0-Liter-Ottomotor mit Turbolader und Direkteinspritzung + Elektromotor | 5,0-Liter-Ottomotor, Twin-Vortex-Kompressor, Direkteinspritzung | 5,0-Liter-Ottomotor, Twin-Vortex-Kompressor, Direkteinspritzung | 5,0-Liter-Ottomotor, Twin-Vortex-Kompressor, Direkteinspritzung |
| Zylinderanordnung                    | R4                                                        | R4                                                        | V6 | V6 | V6 | R6 | R6 | R4                                                                       | R4                                                                       | R4                                                                       | V8                                                              | V8                                                              | V8                                                              |
| Anzahl Ventile                       | 16                                                        | 16                                                        | 24 | 24 | 24 | 24 | 24 | 16                                                                       | 16                                                                       | 16                                                                       | 32                                                              | 32                                                              | 32                                                              |
| Hubraum in cm³                       | 1997                                                      | 1997                                                      | 2995 | 2995 | 2995 | 2995 | 2996 | 1997                                                                     | 1997                                                                     | 1997                                                                     | 5000                                                            | 5000                                                            | 5000                                                            |
| Verdichtungsverhältnis               | 10,5 : 1                                                  | 9,5 : 1                                                   | 10,5 : 1 | 10,5 : 1 | 9,5 : 1 | 10,5 : 1 | 10,5 : 1 | 9,5 : 1                                                                  | 9,5 : 1                                                                  | 9,5 : 1                                                                  | 9,5 : 1                                                         | 9,5 : 1                                                         | 9,5 : 1                                                         |
| max. Leistung in kW (PS) / bei 1/min | 184 (250) / 5500                                          | 221 (300) / 5500                                          | 250 (340) / 6500 | 280 (380) / 6500 | 294 (400) / 5500–6500 | 294 (400) / 5500–6500 | 294 (400) / 5500–6500 | 297 (404) / 5500                                                         | 297 (404) / 5500                                                         | 297 (404) / 5500                                                         | 405 (550) / 6000–6500                                           | 405 (550) / 6250–6500                                           | 423 (575) / 6250–6500                                           |
| max. Drehmoment in Nm / bei 1/min    | 365 / 1200–4500                                           | 400 / 1500–4500                                           | 450 / 4500 | 450 / 4500 | 550 / 2000–5000 | 550 / 2000–5000 | 550 / 2000–5000 | 640 / 1500–4400                                                          | 640 / 1500–4400                                                          | 640 / 1500–4400                                                          | 680 / 2500–5500                                                 | 700 / 3500–5500                                                 | 700 / 3500–5000                                                 |
| Getriebeart                          | ZF 8-Stufen-Automatik                                     | ZF 8-Stufen-Automatik                                     | ZF 8-Stufen-Automatik | ZF 8-Stufen-Automatik | ZF 8-Stufen-Automatik | ZF 8-Stufen-Automatik | ZF 8-Stufen-Automatik | ZF 8-Stufen-Automatik                                                    | ZF 8-Stufen-Automatik                                                    | ZF 8-Stufen-Automatik                                                    | ZF 8-Stufen-Automatik                                           | ZF 8-Stufen-Automatik                                           | ZF 8-Stufen-Automatik                                           |
| Antriebsart                          | Allradantrieb                                             | Allradantrieb                                             | Allradantrieb | Allradantrieb | Allradantrieb | Allradantrieb | Allradantrieb | Allradantrieb                                                            | Allradantrieb                                                            | Allradantrieb                                                            | Allradantrieb                                                   | Allradantrieb                                                   | Allradantrieb                                                   |
| Höchstgeschwindigkeit in km/h        | 217                                                       | 233                                                       | 250 | 250 | 250 | 250 | 250 | 240                                                                      | 240                                                                      | 240                                                                      | 283                                                             | 286                                                             | 286                                                             |
| Beschleunigung 0–100 km/h in s       | 6,8–7,3                                                   | 6,0                                                       | 5,8 | 5,5 | 5,4 | 5,4 | 5,4 | 5,3                                                                      | 5,3                                                                      | 5,3                                                                      | 4,3                                                             | 4,0                                                             | 4,0                                                             |
| Leergewicht in kg                    | 1760–1897                                                 | 1770                                                      | 1820 | 1861 | 2028 | 2028 | 2028 | 2189                                                                     | 2230                                                                     | 2230                                                                     | 1995                                                            | 2133                                                            | 2133                                                            |
| Tankinhalt in l                      | 63–82                                                     | 63                                                        | 63 | 63 | 82 | 82 | 82 | 69                                                                       | 69                                                                       | 69                                                                       | 82                                                              | 82                                                              | 82                                                              |
| Verbrauch kombiniert in l/100 km     | 7,4–7,8                                                   | 7,7                                                       | 8,9 | 8,9 | 8,9 | 8,9 | 9,8 | 2,4                                                                      | 1,8                                                                      | 1,7                                                                      | 11,9                                                            | 11,4                                                            | 12,0                                                            |
| CO2-Emission in g/km                 | 170–177                                                   | 174                                                       | 209 | 209 | 202 | 202 | 223 | 54                                                                       | 41                                                                       | 39                                                                       | 272                                                             | 260                                                             | 274                                                             |

### Dieselmotoren
| Modell                               | E-Performance | D165 AWD | D165 AWD | D165 AWD | 20d | 20d AWD | D200 AWD | D200 AWD | D200 AWD | 25d AWD | 30d AWD | D300 AWD | D300 AWD | D300 AWD |
| ------------------------------------ | --- | --- | --- | --- | --- | --- | --- | --- | --- | --- | --- | --- | --- | --- |
| Bauzeitraum                          | 05/2017–09/2020 | 09/2020–04/2022 | 12/2022–04/2024 | seit 04/2024 | 04/2016–09/2020 | 04/2016–09/2020 | 09/2020–12/2022 | 12/2022–04/2024 | seit 04/2024 | 05/2017–09/2020 | 04/2016–09/2020                                                                                                   | 09/2020–04/2022                                                                                                   | 04/2022–04/2024                                                                                                   | seit 04/2024 |
| Motorbauart                          | 2,0-Liter-Dieselmotor, Turbolader mit verstellbaren Turbinenleitschaufeln, Common-Rail-Kraftstoffeinspritzung, zwei obenliegende Nockenwelle (DOHC), variable Steuerung der Auslassventile | 2,0-Liter-Dieselmotor, Turbolader mit verstellbaren Turbinenleitschaufeln, Common-Rail-Kraftstoffeinspritzung, zwei obenliegende Nockenwelle (DOHC), variable Steuerung der Auslassventile | 2,0-Liter-Dieselmotor, Turbolader mit verstellbaren Turbinenleitschaufeln, Common-Rail-Kraftstoffeinspritzung, zwei obenliegende Nockenwelle (DOHC), variable Steuerung der Auslassventile | 2,0-Liter-Dieselmotor, Turbolader mit verstellbaren Turbinenleitschaufeln, Common-Rail-Kraftstoffeinspritzung, zwei obenliegende Nockenwelle (DOHC), variable Steuerung der Auslassventile | 2,0-Liter-Dieselmotor, Turbolader mit verstellbaren Turbinenleitschaufeln, Common-Rail-Kraftstoffeinspritzung, zwei obenliegende Nockenwelle (DOHC), variable Steuerung der Auslassventile | 2,0-Liter-Dieselmotor, Turbolader mit verstellbaren Turbinenleitschaufeln, Common-Rail-Kraftstoffeinspritzung, zwei obenliegende Nockenwelle (DOHC), variable Steuerung der Auslassventile | 2,0-Liter-Dieselmotor, Turbolader mit verstellbaren Turbinenleitschaufeln, Common-Rail-Kraftstoffeinspritzung, zwei obenliegende Nockenwelle (DOHC), variable Steuerung der Auslassventile | 2,0-Liter-Dieselmotor, Turbolader mit verstellbaren Turbinenleitschaufeln, Common-Rail-Kraftstoffeinspritzung, zwei obenliegende Nockenwelle (DOHC), variable Steuerung der Auslassventile | 2,0-Liter-Dieselmotor, Turbolader mit verstellbaren Turbinenleitschaufeln, Common-Rail-Kraftstoffeinspritzung, zwei obenliegende Nockenwelle (DOHC), variable Steuerung der Auslassventile | 2,0-Liter-Dieselmotor, Turbolader mit verstellbaren Turbinenleitschaufeln, Common-Rail-Kraftstoffeinspritzung, zwei obenliegende Nockenwelle (DOHC), variable Steuerung der Auslassventile | 3,0-Liter-Dieselmotor, zwei parallel und seriell geschaltete Turbolader, Common-Rail-Kraftstoffeinspritzung, DOHC | 3,0-Liter-Dieselmotor, zwei parallel und seriell geschaltete Turbolader, Common-Rail-Kraftstoffeinspritzung, DOHC | 3,0-Liter-Dieselmotor, zwei parallel und seriell geschaltete Turbolader, Common-Rail-Kraftstoffeinspritzung, DOHC | 3,0-Liter-Dieselmotor, zwei parallel und seriell geschaltete Turbolader, Common-Rail-Kraftstoffeinspritzung, DOHC |
| Zylinderanordnung                    | R4 | R4 | R4 | R4 | R4 | R4 | R4 | R4 | R4 | R4 | V6 | V6 | R6 | R6 |
| Anzahl Ventile                       | 16 | 16 | 16 | 16 | 16 | 16 | 16 | 16 | 16 | 16 | 24 | 24 | 24 | 24 |
| Hubraum in cm³                       | 1999 | 1997 | 1997 | 1998 | 1999 | 1999 | 1997 | 1997 | 1998 | 1999 | 2993 | 2996 | 2996 | 2997 |
| Verdichtungsverhältnis               | 15,5 : 1 | 16,5 : 1 | 16,5 : 1 | 16,5 : 1 | 15,5 : 1 | 15,5 : 1 | 16,5 : 1 | 16,5 : 1 | 16,5 : 1 | 15,5 : 1 | 16,1 : 1 | 15,5 : 1 | 15,5 : 1 | 15,5 : 1 |
| max. Leistung in kW (PS) / bei 1/min | 120 (163) / 4000 | 120 (163) / 4250 | 120 (163) / 3750–4000 | 120 (163) / 3500–4250 | 132 (180) / 4000 | 132 (180) / 4000 | 150 (204) / 4250 | 150 (204) / 3750–4000 | 150 (204) / 3750–4000 | 177 (240) / 4000 | 221 (300) / 4000                                                                                                  | 221 (300) / 4000                                                                                                  | 221 (300) / 4000                                                                                                  | 221 (300) / 4000                                                                                                  |
| max. Drehmoment in Nm / bei 1/min    | 380 / 1750–2500 | 380 / 1500–2500 | 380 / 1500–2500 | 380 / 1500–2500 | 430 / 1750–2500 | 430 / 1750–2500 | 430 / 1500–2500 | 430 / 1750–2500 | 430 / 1750–2500 | 500 / 1500 | 700 / 2000 | 650 / 1500–2500                                                                                                   | 650 / 1500–2500                                                                                                   | 650 / 1500–2500                                                                                                   |
| Antriebsart                          | Hinterradantrieb | Allradantrieb | Allradantrieb | Allradantrieb | Hinterradantrieb | Allradantrieb | Allradantrieb | Allradantrieb | Allradantrieb | Allradantrieb | Allradantrieb | Allradantrieb | Allradantrieb | Allradantrieb |
| Getriebeart                          | 6-Gang-Handschaltgetriebe | ZF 8-Stufen-Automatik | ZF 8-Stufen-Automatik | ZF 8-Stufen-Automatik | bis 05/2017: 6-Gang-Handschaltgetriebe ab 05/2017: ZF 8-Stufen-Automatik | 6-Gang-Getriebe [ZF 8-Stufen-Automatik] | ZF 8-Stufen-Automatik | ZF 8-Stufen-Automatik | ZF 8-Stufen-Automatik | ZF 8-Stufen-Automatik | ZF 8-Stufen-Automatik                                                                                             | ZF 8-Stufen-Automatik                                                                                             | ZF 8-Stufen-Automatik                                                                                             | ZF 8-Stufen-Automatik                                                                                             |
| Höchstgeschwindigkeit in km/h        | 195 | 195 | 195 | 195 | bis 05/2017: 209 ab 05/2017: 208 | 208 | 210 | 210 | 210 | 217 | 241 | 230 | 230 | 230 |
| Beschleunigung 0–100 km/h in s       | 10,2 | 9,9 | 10,1 | 10,1 | bis 05/2017: 8,9 ab 05/2017: 8,5 | 8,7 | 8,0 | 8,2 | 8,2 | 7,2 | 6,2 | 6,4 | 6,4 | 6,4 |
| Leergewicht in kg                    | 1690 | 1951 | 1951 | 1951 | bis 05/2017: 1665 ab 05/2017: 1720 | 1767 [1775] | 1951 | 1951 | 1951 | 1810 | 1884 | 2083 | 2083 | 2083 |
| Tankinhalt in l                      | 60 | 60 | 60 | 60 | 60 | 60 | 60 | 60 | 60 | 60 | 66 | 66 | 68 | 68 |
| Verbrauch kombiniert in l/100 km     | 4,8–4,9 | 5,2 | 6,7 | 6,3 | bis 05/2017: 4,9 ab 05/2017: 5,1 | 5,2 [5,3] | 5,2 | 6,8 | 6,3 | 5,8 | 6,0 | 6,9 | 6,9 | 7,4 |
| CO2-Emission in g/km                 | 126–129 | 137–138 | 176 | 166 | bis 05/2017: 129 ab 05/2017: 134 | 134 [139] | 137–138 | 178 | 166 | 153 | 159 | 183 | 183 | 194 |

## Zulassungszahlen in Deutschland
Seit dem Marktstart bis einschließlich Dezember 2024 wurden in der Bundesrepublik Deutschland insgesamt 16.575 F-Pace neu zugelassen. Mit 3.724 Einheiten war 2017 das erfolgreichste Verkaufsjahr.
| 138 \| \| |
|           |

|  |

| 2.211 \| \| |
|             |

|  |

| 138 \| \| |
|           |

|  |

| 2.211 \| \| |
|             |

|  |

| 327 \| \| |
|           |

|  |

| 3.397 \| \| |
|             |

|  |

| 327 \| \| |
|           |

|  |

| 3.397 \| \| |
|             |

|  |

| 534 \| \| |
|           |

|  |

| 2.075 \| \| |
|             |

|  |

| 534 \| \| |
|           |

|  |

| 2.075 \| \| |
|             |

|  |

| 692 \| \| |
|           |

|  |

| 1.529 \| \| |
|             |

|  |

| 692 \| \| |
|           |

|  |

| 1.529 \| \| |
|             |

|  |

| 276 \| \| |
|           |

|  |

| 880 \| \| |
|           |

|  |

| 276 \| \| |
|           |

|  |

| 880 \| \| |
|           |

|  |

| 193 \| \| |
|           |

|  |

| 76 \| \| |
|          |

|  |

| 52 \| \| |
|          |

|  |

| 540 \| \| |
|           |

|  |

| 326 \| \| |
|           |

|  |

| 193 \| \| |
|           |

|  |

| 76 \| \| |
|          |

|  |

| 52 \| \| |
|          |

|  |

| 540 \| \| |
|           |

|  |

| 326 \| \| |
|           |

|  |

| 509 \| \| |
|           |

|  |

| 44 \| \| |
|          |

|  |

| 321 \| \| |
|           |

|  |

| 350 \| \| |
|           |

|  |

| 509 \| \| |
|           |

|  |

| 44 \| \| |
|          |

|  |

| 321 \| \| |
|           |

|  |

| 350 \| \| |
|           |

|  |

| 339 \| \| |
|           |

|  |

| 43 \| \| |
|          |

|  |

| 677 \| \| |
|           |

|  |

| 146 \| \| |
|           |

|  |

| 339 \| \| |
|           |

|  |

| 43 \| \| |
|          |

|  |

| 677 \| \| |
|           |

|  |

| 146 \| \| |
|           |

|  |

| 199 \| \| |
|           |

|  |

| 42 \| \| |
|          |

|  |

| 504 \| \| |
|           |

|  |

| 155 \| \| |
|           |

|  |

| 199 \| \| |
|           |

|  |

| 42 \| \| |
|          |

|  |

| 504 \| \| |
|           |

|  |

| 155 \| \| |
|           |

|  |

| 138 \| \| |
|           |

|  |

| 2.211 \| \| |
|             |

|  |

| 138 \| \| |
|           |

|  |

| 2.211 \| \| |
|             |

|  |

| 327 \| \| |
|           |

|  |

| 3.397 \| \| |
|             |

|  |

| 327 \| \| |
|           |

|  |

| 3.397 \| \| |
|             |

|  |

| 534 \| \| |
|           |

|  |

| 2.075 \| \| |
|             |

|  |

| 534 \| \| |
|           |

|  |

| 2.075 \| \| |
|             |

|  |

| 692 \| \| |
|           |

|  |

| 1.529 \| \| |
|             |

|  |

| 692 \| \| |
|           |

|  |

| 1.529 \| \| |
|             |

|  |

| 276 \| \| |
|           |

|  |

| 880 \| \| |
|           |

|  |

| 276 \| \| |
|           |

|  |

| 880 \| \| |
|           |

|  |

| 193 \| \| |
|           |

|  |

| 76 \| \| |
|          |

|  |

| 52 \| \| |
|          |

|  |

| 540 \| \| |
|           |

|  |

| 326 \| \| |
|           |

|  |

| 193 \| \| |
|           |

|  |

| 76 \| \| |
|          |

|  |

| 52 \| \| |
|          |

|  |

| 540 \| \| |
|           |

|  |

| 326 \| \| |
|           |

|  |

| 509 \| \| |
|           |

|  |

| 44 \| \| |
|          |

|  |

| 321 \| \| |
|           |

|  |

| 350 \| \| |
|           |

|  |

| 509 \| \| |
|           |

|  |

| 44 \| \| |
|          |

|  |

| 321 \| \| |
|           |

|  |

| 350 \| \| |
|           |

|  |

| 339 \| \| |
|           |

|  |

| 43 \| \| |
|          |

|  |

| 677 \| \| |
|           |

|  |

| 146 \| \| |
|           |

|  |

| 339 \| \| |
|           |

|  |

| 43 \| \| |
|          |

|  |

| 677 \| \| |
|           |

|  |

| 146 \| \| |
|           |

|  |

| 199 \| \| |
|           |

|  |

| 42 \| \| |
|          |

|  |

| 504 \| \| |
|           |

|  |

| 155 \| \| |
|           |

|  |

| 199 \| \| |
|           |

|  |

| 42 \| \| |
|          |

|  |

| 504 \| \| |
|           |

|  |

| 155 \| \| |
|           |

|  |

| 138 \| \| |
|           |

|  |

| 2.211 \| \| |
|             |

|  |

| 138 \| \| |
|           |

|  |

| 2.211 \| \| |
|             |

|  |

| 327 \| \| |
|           |

|  |

| 3.397 \| \| |
|             |

|  |

| 327 \| \| |
|           |

|  |

| 3.397 \| \| |
|             |

|  |

| 534 \| \| |
|           |

|  |

| 2.075 \| \| |
|             |

|  |

| 534 \| \| |
|           |

|  |

| 2.075 \| \| |
|             |

|  |

| 692 \| \| |
|           |

|  |

| 1.529 \| \| |
|             |

|  |

| 692 \| \| |
|           |

|  |

| 1.529 \| \| |
|             |

|  |

| 276 \| \| |
|           |

|  |

| 880 \| \| |
|           |

|  |

| 276 \| \| |
|           |

|  |

| 880 \| \| |
|           |

|  |

| 193 \| \| |
|           |

|  |

| 76 \| \| |
|          |

|  |

| 52 \| \| |
|          |

|  |

| 540 \| \| |
|           |

|  |

| 326 \| \| |
|           |

|  |

| 193 \| \| |
|           |

|  |

| 76 \| \| |
|          |

|  |

| 52 \| \| |
|          |

|  |

| 540 \| \| |
|           |

|  |

| 326 \| \| |
|           |

|  |

| 509 \| \| |
|           |

|  |

| 44 \| \| |
|          |

|  |

| 321 \| \| |
|           |

|  |

| 350 \| \| |
|           |

|  |

| 509 \| \| |
|           |

|  |

| 44 \| \| |
|          |

|  |

| 321 \| \| |
|           |

|  |

| 350 \| \| |
|           |

|  |

| 339 \| \| |
|           |

|  |

| 43 \| \| |
|          |

|  |

| 677 \| \| |
|           |

|  |

| 146 \| \| |
|           |

|  |

| 339 \| \| |
|           |

|  |

| 43 \| \| |
|          |

|  |

| 677 \| \| |
|           |

|  |

| 146 \| \| |
|           |

|  |

| 199 \| \| |
|           |

|  |

| 42 \| \| |
|          |

|  |

| 504 \| \| |
|           |

|  |

| 155 \| \| |
|           |

|  |

| 199 \| \| |
|           |

|  |

| 42 \| \| |
|          |

|  |

| 504 \| \| |
|           |

|  |

| 155 \| \| |
|           |

|  |

| 138 \| \| |
|           |

|  |

| 2.211 \| \| |
|             |

|  |

| 138 \| \| |
|           |

|  |

| 2.211 \| \| |
|             |

|  |

| 327 \| \| |
|           |

|  |

| 3.397 \| \| |
|             |

|  |

| 327 \| \| |
|           |

|  |

| 3.397 \| \| |
|             |

|  |

| 534 \| \| |
|           |

|  |

| 2.075 \| \| |
|             |

|  |

| 534 \| \| |
|           |

|  |

| 2.075 \| \| |
|             |

|  |

| 692 \| \| |
|           |

|  |

| 1.529 \| \| |
|             |

|  |

| 692 \| \| |
|           |

|  |

| 1.529 \| \| |
|             |

|  |

| 276 \| \| |
|           |

|  |

| 880 \| \| |
|           |

|  |

| 276 \| \| |
|           |

|  |

| 880 \| \| |
|           |

|  |

| 193 \| \| |
|           |

|  |

| 76 \| \| |
|          |

|  |

| 52 \| \| |
|          |

|  |

| 540 \| \| |
|           |

|  |

| 326 \| \| |
|           |

|  |

| 193 \| \| |
|           |

|  |

| 76 \| \| |
|          |

|  |

| 52 \| \| |
|          |

|  |

| 540 \| \| |
|           |

|  |

| 326 \| \| |
|           |

|  |

| 509 \| \| |
|           |

|  |

| 44 \| \| |
|          |

|  |

| 321 \| \| |
|           |

|  |

| 350 \| \| |
|           |

|  |

| 509 \| \| |
|           |

|  |

| 44 \| \| |
|          |

|  |

| 321 \| \| |
|           |

|  |

| 350 \| \| |
|           |

|  |

| 339 \| \| |
|           |

|  |

| 43 \| \| |
|          |

|  |

| 677 \| \| |
|           |

|  |

| 146 \| \| |
|           |

|  |

| 339 \| \| |
|           |

|  |

| 43 \| \| |
|          |

|  |

| 677 \| \| |
|           |

|  |

| 146 \| \| |
|           |

|  |

| 199 \| \| |
|           |

|  |

| 42 \| \| |
|          |

|  |

| 504 \| \| |
|           |

|  |

| 155 \| \| |
|           |

|  |

| 199 \| \| |
|           |

|  |

| 42 \| \| |
|          |

|  |

| 504 \| \| |
|           |

|  |

| 155 \| \| |
|           |

|  |

|  | Benziner (3.207) |

|  | Benziner (3.207) |

|  | Diesel (10.168) |

|  | Diesel (10.168) |

|  | Benzin-Hybrid (181) |

|  | Benzin-Hybrid (181) |

|  | Diesel-Hybrid (2.042) |

|  | Diesel-Hybrid (2.042) |

|  | Benzin-PHEV (977) |

|  | Benzin-PHEV (977) |